# بيلة كيلوسية
البول الكيلوسي أو البيلة الكيلوسية هي حالة طبية تنطوي على وجود كيلوس في تيار البول، والذي ينتج عنه ظهور البول بلون أبيض حليبي. الحالة عادة ما تصنف على أنها إما طفيلية أو غير طفيلية. تكون الحالة أكثر انتشارا بين الأشخاص من أفريقيا وشبه القارة الهندية.
ظهور البول الكيلوسي هو غير منتظم وعلى فترات متقطعة. قد يستمر عدة أيام أو أسابيع أو حتى أشهر. هناك العديد من العوامل التي تؤدي لتكرار الحدوث.

## الأسباب
البول الكيلوسي يكون في كثير من الأحيان ناجما عن داء الخيطيات بسبب الطفيلي الذي يدعى الفخرية البنكروفتية، وهي ديدان أسطوانية خيطية تقيم في القنوات الليمفاوية. يمكن أن تؤدي العدوى الطفيلية إلى انسداد الأوعية اللمفاوية الطرفية وزيادة الضغط داخل الأوعية الدموية مما يسبب تدفق جانبي لليمف، وإعادة توجيه التدفق الليمفاوي المعوي إلى الأوعية اللمفاوية للكلى والحالب. بسبب الانسداد، يؤدي الالتهاب المحلي للمنطقة إلى تمدد الأوعية الليمفاوية وحدوث ناسور بسبب تمزق الوعاء اللمفاوي، والذي يسمح بمرور خلايا الدم البيضاء، الدهون، الفيتامينات القابلة للذوبان في الدهون إلى البول.

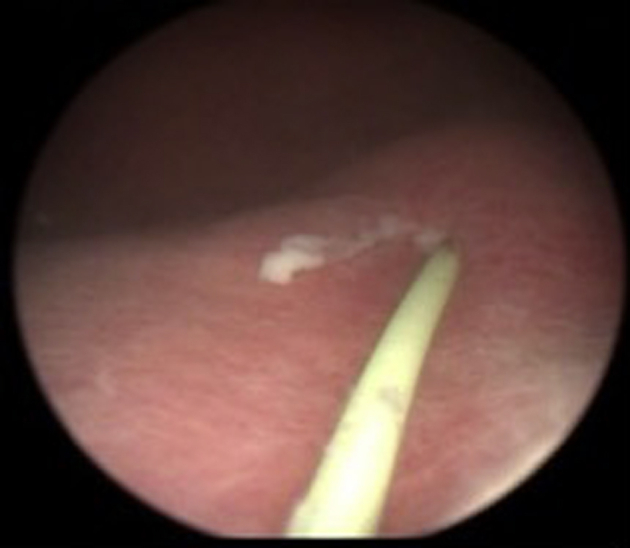
تدفق البول الكيلوسي أثناء تنظير المثانة وقسطرة الحالب.

سبب آخر للبول الكيلوسي هو الحمل أو الولادة.
في الولايات المتحدة، أحد أكثر الأسباب شيوعا هو استئصال الكلية جزئيا أو الجذ الحراري لآفة في الكلى.

## الأعراض
بمجرد انسداد القنوات الليمفاوية، قد يفتح أحدها في نقير الكلية أو الحالب أو في بعض الأحيان في المثانة وقد يتسرب الكيلوس إلى المسالك البولية مما يؤدي إلى ظهور بول أبيض حليبي. في بعض الأحيان يختلط الدم مع البول مسببا بيلة كيلوسية دموية.
عادة ما تكون الحالة ذاتية التحكم وفي بعض الأحيان يمكن أن تؤدي إلى مضاعفات. إذا تركت دون علاج، قد تؤدي البيلة الكيلوسية المزمنة إلى سوء التغذية ونقص الفيتامينات القابلة للذوبان في الدهون.

## العلاج
ينصح بالالتزام بنظام غذائي قليل الدهون وعالي السوائل للتحكم في الأعراض وتقليلها.
الأدوية التي تمنع امتصاص الكولسترول في الأمعاء الدقيقة، مثل إزيتمايب، قد تكون فعالة بالنسبة لبعض المرضى.
مضادات الفيلاريا، مثل ثنائي إيثيل كاربامازين، يمكن وصفها كعلاج. الضرر الشديد على القنوات الليمفاوية قد يتطلب جراحة. المعالجة بالتصليب مع تقطير من 1% من نترات الفضة أو بوفيدون اليود (2 مل 5% + 8 مل من الماء المقطر).